# Rick Sutherland
Pour les articles homonymes, voir Sutherland.
Pas d'image ? Cliquez ici
Rick Sutherland, né le 15 septembre 1956 à Los Gatos et mort dans la même ville le 22 mars 2022, est un pilote automobile américain. Il compte notamment trois participations aux 24 Heures du Mans, en 2003, 2004 et 2005. Il remporte la catégorie LMP2 en 2004.

## Carrière
En 1994, Rick Sutherland participe aux 24 Heures de Daytona sur Nissan 240SX, il termine l'épreuve au trente-cinquième rang du classement général.
De 1999 à 2004, il court en American Le Mans Series,.
En 2003, il participe pour la première fois aux 24 Heures du Mans. Au volant d'une MG-Lola EX257 exploitée par Intersport Racing, il abandonne sur panne moteur dans la huitième heure de course.
L'année suivante, avec la même équipe, lors des 24 Heures du Mans, il remporte la catégorie LMP2.
En 2005, il s'engage une dernière fois aux 24 Heures du Mans, cette fois avec le Paul Belmondo Racing, alors qu'il devait piloter la Saleen S7-R de Graham Nash Motorsport. Il se classe vingt-deuxième du classement général est troisième du LMP2,.